# Montevideo Times
Die Montevideo Times war eine Zeitung in Uruguay.
Das in englischer Sprache verfasste Presseorgan, hatte seinen Redaktionssitz in Montevideo in der „Calle 25 de Agosto 157“. Eigentümer und Direktor der Zeitung war der Redakteur W. A. Denstone. Die 1888 gegründete Zeitung trug zunächst den Namen The Riverplate Times. Seit dem 25. November 1890 erhielt sie dann die namentliche Bezeichnung Montevideo Times. Anfangs wöchentlich, später zweimal wöchentlich und schließlich täglich erscheinend, wurde sie zum 26. August 1936 eingestellt.